# Bohutice (zámek)
Zámek Bohutice se nachází v obci Bohutice na Znojemsku v Jihomoravském kraji. Svým umístěním v samém centru tvoří jednu z nejvýraznějších staveb obce. Jedná se o renesančně-barokní trojpodlažní budovu, jejíž největší pozoruhodností jsou arkádové ochozy. Arkády jsou v přízemí členěny masivními kamennými hranolovými pilíři, v prvním a druhém patře pak jemnějšími toskánskými sloupy. Na křížových klenbách můžeme vidět řadu ozdob. Zámek je chráněn jako kulturní památka České republiky.
V jeho bezprostřední blízkosti se nachází čtyři zámecké sklepy pojmenované po čtyřech svatých, jejichž sochy se ve vesnici vyskytují: Sv. Václav, Sv. Michael, Sv. Jan a Sv. Florian.
V nejvyšším patře zámku se pak nachází expozice 48 soch Křížové cesty vytvořených z cedrového a lipového dřeva. Původně měly být sochy součástí tzv. Svatováclavského parku, ovšem vzhledem k jejich pohnuté historii se dnes nachází právě v bohutickém zámku, kde jsou přístupné návštěvníkům. Jsou umístěné v prostorách, které odpovídají jejich požadavkům.

## Historie
Zámek se nachází na místě původní tvrze, kterou nechali vybudovat koncem 14. století Kusovští z Mukoděl. Tvrz byla na přelomu 16. a 17. století přestavěna na renesanční zámek. V roce 1619 zámek vypálila císařská vojska. Byl však obnoven a nový majitel hrabě Althan jej daroval znojemským jezuitům, kteří se zde udrželi až do zrušení řádu v roce 1773. Jezuité původní stavbu v polovině 18. století rozšířili o západní křídlo a na nádvoří umístili kašnu s plastikou Sv. Floriana a po vesnici rozmístili kolem roku 1720 další tři sochy sv. Floriána, Jana Pomuckého a archanděla Michaela. Později se majitelé zámku často střídali. Ve 2. polovině minulého století byl zámek nevhodným způsobem modernizován. Nyní je objekt účelově využíván.